# This Guitar (Can’t Keep from Crying)
This Guitar (Can’t Keep from Crying)  (englisch für „Diese Gitarre kann das Weinen nicht unterdrücken“) ist ein Lied von George Harrison, das dieser 1975 für sein Soloalbum Extra Texture (Read All About It) aufnahm und das im Dezember 1975 als Single A-Seite ausgekoppelt wurde.

## Hintergrund

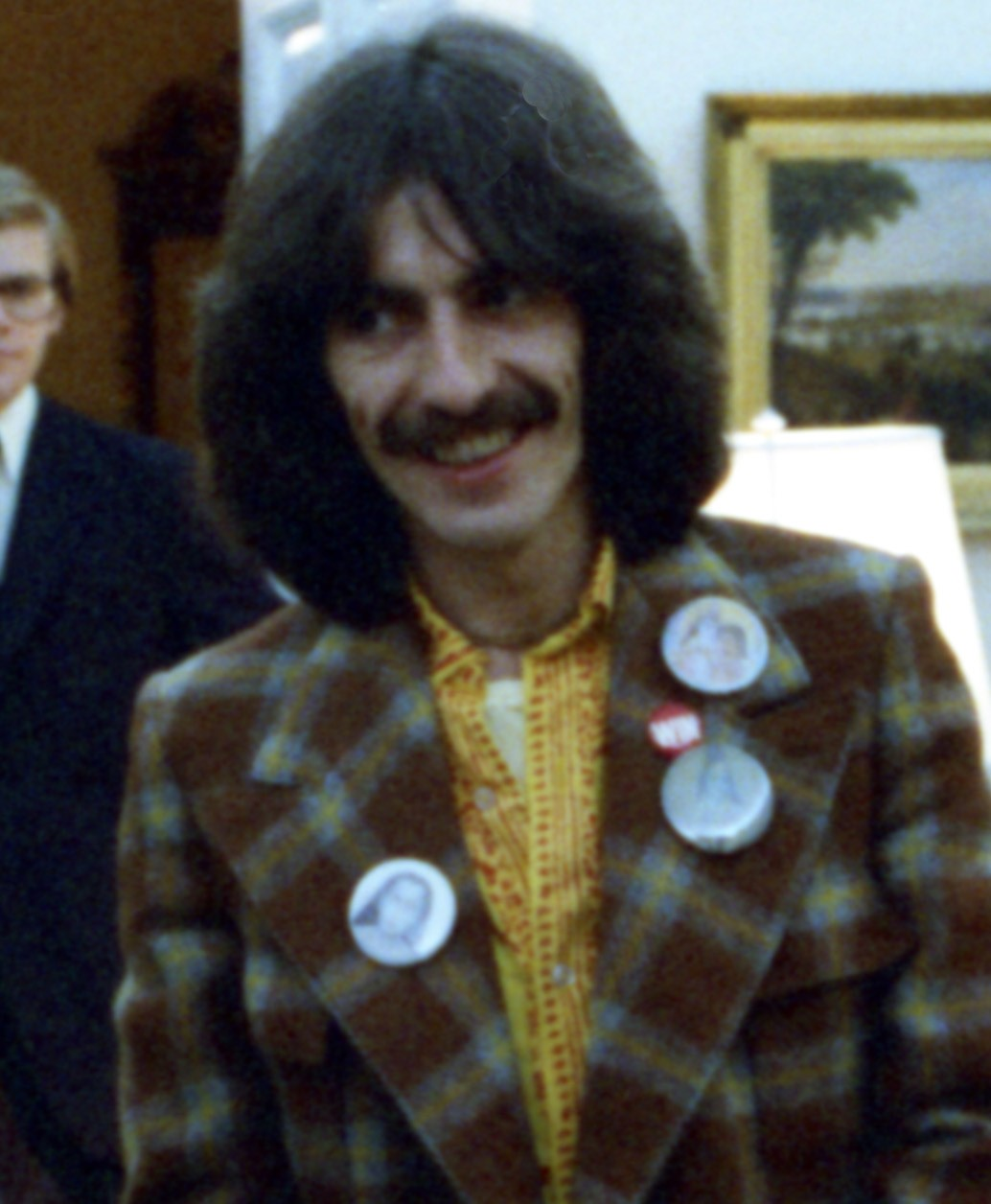
George Harrison, 1974

This Guitar (Can’t Keep from Crying) wurde als Reaktion auf die negative Resonanz auf Harrisons jüngste Veröffentlichungen und seine 1974er Nordamerika-Tournee geschrieben. Die textliche Anspielung des Songs auf die "Rolling Stone Walls" wurde durch eine Reihe negativer Kritiken im Rolling Stone Magazin ausgelöst, die in einer Besprechung des Albums Dark Horse gipfelten, in der der Rolling Stone Harrisons Lieder als "oft formelhaft und sein melodisches Talent als spröde" beschrieb. "Unter dem Druck, genügend neues Material zu komponieren, um eine Solokarriere aufrechtzuerhalten, sind seine Songs so vorhersehbar geworden wie seine spirituellen Sorgen."
This Guitar (Can’t Keep from Crying) schlug textlich einen trotzigen Ton an, in dem Harrison sein Glück und seine Widerstandsfähigkeit proklamierte (Text: "Habe mich aus dem Fenster gelehnt, aber ich bin glücklicher als je zuvor") und seine Kritiker abwies: "While you attack, create offence/I'll put it down to your ignorance". (deutsch: „Während Du angreifst und Beleidigungen erzeugst, führe ich das auf Deine Unwissenheit zurück.“)
George Harrison sagte im September 1975 über das Lied: „Es ist "der Sohn von" "While My Guitar Gently Weeps". Ich habe mich entschieden, diesen Song zu schreiben, weil 'While My Guitar Gently Weeps' so beliebt war. Es war wirklich nur eine billige Ausrede, um eine großartige Gitarre zu spielen. Und dieser Song, 'Guitar Gently Weeps', war tatsächlich beliebter, als ich dachte. Das war der eine Song, der besonders gut ankam. Und es scheint ein ziemlich beliebter meiner Songs von den alten Beatles-Alben gewesen zu sein. Also dachte ich, ich schreibe noch einen Sohn davon.“
Die Single war die letzte, die in den 1970er Jahren von Apple Records veröffentlicht wurde. Es war Harrisons erste Single und die erste Single eines Ex-Beatles, die sich nicht in den Billboard Hot 100 platzieren konnte.
1992 nahm Dave Stewart mit George Harrison in London eine neue Version von This Guitar (Can’t Keep from Crying) auf, der über vier Jahre nach dem Tod von George Harrison, Anfang 2006 weitere Overdubs hinzugefügt wurden. Die Neuaufnahme wurde erstmals im März 2006 online veröffentlicht, um Stewarts Platinum Weird-Projekt zu promoten. This Guitar (Can’t Keep from Crying) (Platinum Weird Version) ist als Bonustrack auf der 2014er Neuauflage von Extra Texture (Read All About It) enthalten.

## Aufnahme

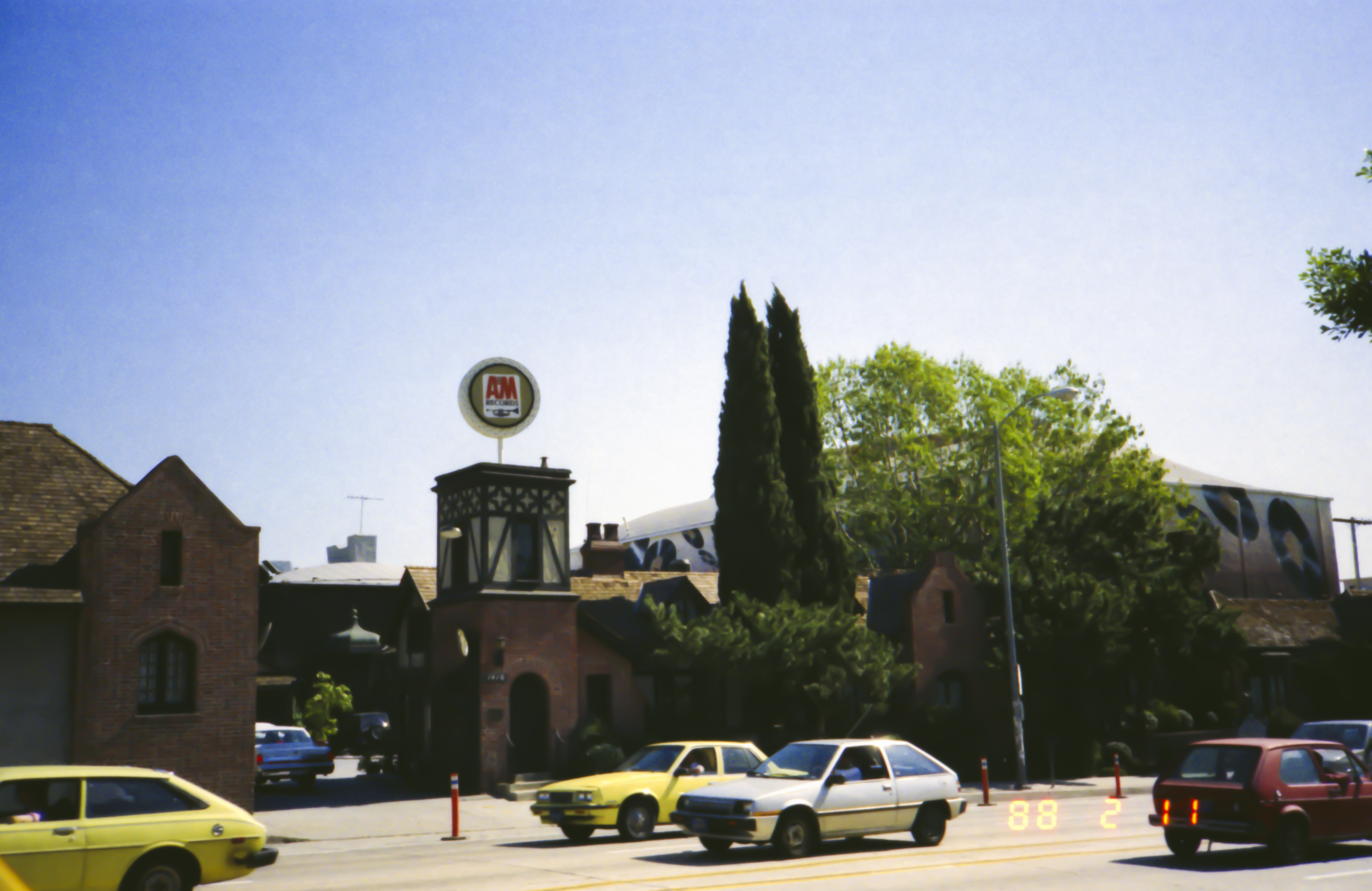
Eingang zu den A&M Studios in Los Angeles

Die Aufnahmen für This Guitar (Can’t Keep from Crying) fanden zwischen dem 21. April und 7. Mai 1975 in den A&M Studios in Los Angeles statt.  Zwischen dem 31. Mai und dem 6. Juni 1975 erfolgten Overdub-Aufnahmen. Ausführender Produzenten des Liedes war George Harrison. Toningenieur war Norman Kinney.
Besetzung:
- George Harrison: Gesang, E-Gitarre, Akustische Gitarre, ARP Synthesizer Bass
- Jesse Ed Davis: E-Gitarre
- David Foster: Klavier
- Gary Wright: ARP Synthesizer Strings
- Jim Keltner: Schlagzeug

1992 nahm Dave Stewart mit George Harrison in London eine neue Version von This Guitar (Can’t Keep from Crying) auf. Anfang 2006, erhielt das Lied von Dhani Harrison und Ringo Starr und anderen Overdubs. Die Aufnahme fand im Mark Hudson's Whatinthewhathe? Studio in Los Angeles statt. Die 2014er Wiederveröffentlichung des Albums Extra Texture (Read All About It) erwähnt nicht Mark Hudson als weiteren Musiker, andere Quellen hingegen schon. Die Abmischung der 2014er Version erfolgte von Paul Hicks.
Besetzung:
- George Harrison: Gesang, Gitarre (1992)
- Dave Stewart: Gitarre (1992)
- Dhani Harrison: Gitarre (2006)
- Ringo Starr: Schlagzeug, Tamburin (2006)
- Kara DioGuardi: Hintergrundgesang (2006)
- Mark Hudson: E-Bass (2006)

## Veröffentlichung
- Am 22. September 1975 erschien in den USA und am 3. Oktober in Großbritannien das Album Extra Texture (Read All About It) auf dem sich auch This Guitar (Can’t Keep from Crying) befindet.
- Am 8. Dezember 1975 folgte in den USA die Singleauskopplung This Guitar (Can’t Keep from Crying) / Māya Love. Die B-Seite Māya Love stammt vom Album  Dark Horse. In Großbritannien erschien die Single am 6. Februar 1976.[4] Die Singleversion von This Guitar (Can’t Keep from Crying) wurde gekürzt. Die Promotionsingle wurde in den USA wie folgt veröffentlicht: Auf der A-Seite befindet sich die Monoversion und auf der B-Seite die Stereoversion der A-Seite der Kaufsingle.[5]
- Am 19. September 2014 wurde die remasterte CD Extra Texture (Read All About It) mit dem Bonustitel This Guitar (Can’t Keep from Crying) (Platinum Weird Version – 3:55 Min.) wiederveröffentlicht.

## Coverversionen
Es gibt mindestens eine Coverversionen von This Guitar (Can’t Keep from Crying), diese stammt von Lisa Mychols.